# Lenka Šmídová
Lenka Vydra Šmídová, rodným jménem Lenka Šmídová (* 26. března 1975 Havlíčkův Brod) je česká jachtařka, trenérka jachtingu a stříbrná olympijská medailistka z athénských her 2004 ve třídě Evropa.
Poté, co byla třída Evropa vyškrtnuta z programu olympijských her, přešla na třídu 470. Její partnerkou se stala Američanka Elizabeth Kratzigová, o účast na Letních olympijských hrách v Pekingu pak závodila spolu s Lenkou Mrzlíkovou. Jistotu startu na olympiádě si definitivně zajistily 22. místem na mistrovství světa v lednu 2008.
Od dětství žila v Neratovicích. Jejím domovským oddílem je Yacht Club Neratovice.

## Vzdělání
V letech 1989–1993 vystudovala na Gymnáziu Jana Palacha v Mělníku a poté absolvovala bakalářské studium na Podnikohospodářské fakultě Vysoké školy ekonomické.

## Soukromý život
Jejím pradědečkem je český botanik a rektor Univerzity Karlovy Bohumil Němec.
V roce 2009 se jí narodila dcera Viktorie. V srpnu 2010 se po dvouleté známosti provdala za podnikatele Marka Vydru. Od sňatku používá dvojité příjmení Vydra Šmídová. Druhá, mladší dcera se jmenuje Olivie.

## Výsledky

### Olympijské hry
- 7. místo – LOH 2008 v Pekingu – třída 470 (spolu s Lenkou Mrzílkovou).
- 2. místo – LOH 2004 v Aténách –  třída Evropa.
- 7. místo – LOH 2000 v Sydney (Austrálie) – třída Evropa.

### Mistrovství světa
- 2001 – 3. místo
- 2002 – 5. místo
- 2003 – 9. místo
- 2004 – 4. místo
- 2005 – 4. místo – třída 470
- 2006 – 8. místo – třída 470

### Mistrovství Evropy
- 2002 – 20. místo
- 2003 – 13. místo

### Světový pohár
- 2001 – SPA Olympic Classes Regatta – 1. místo[6]
- 2003 – Sail Melbourne – 1. místo